# Berwick (Pennsylvanie)
Pour les articles homonymes, voir Berwick.
Berwick est un borough dans le comté de Columbia en Pennsylvanie.

## Personnalité
- William H. Woodin, le 51e secrétaire du Trésor des États-Unis y est né le 27 mai 1868